# Lokalisering (handelsterm)
Inom internationell handel betyder lokalisering (ibland förkortat "L10N", där 10 är antalet bokstäver mellan 'L' och 'N' i det engelska ordet LOCALISATION/LOCALIZATION) anpassning av en produkt eller ett dokument för att motsvara de krav som ställs av ett visst språk eller en viss kultur. I dess enklaste form kan det helt enkelt handla om att översätta texter eller gränssnitt, men ofta innebär det betydligt större utmaningar än så. Exempel på saker man kan behöva ta hänsyn till när man lokaliserar är:
- att man inte inkluderar material som kan verka stötande lokalt
- att ett varunamn kan få en stötande eller för varan ifråga pinsam betydelse
- symboler, färger och ljud kan tolkas olika
- tangentbordsuppsättningar
- datum, tid, pengasummor med mera skrivs olika